# Polycyrtus rufiventris
Polycyrtus rufiventris là một loài tò vò trong họ Ichneumonidae.